# Legió III Cyrenaica

Mapa de l'imperi romà l'any 125 dC, sota l'emperador Hadrià, que mostra la Tercera Legió Cyrenaica, ubicada a Bostra (Busra, Síria), a la província d'Arabia Petraea, des de l'any 125 dC fins al segle V.

La Legió III Cyrenaica va ser una legió romana creada probablement per Marc Antoni cap a l'any 36 aC, quan era governador de la Cirenaica. Hi ha registres de la presència d'aquesta legió a Síria a començaments del segle v.
Alguns autors pensen que el fundador de la legió podria haver estat Luci Pinari Escarp, un aliat de Marc Antoni a qui havia nomenat governador de la Cirenaica.
La primera aparició històrica de la legió va ser durant la conquesta d'Egipte per part d'August l'any 30 aC. La III Cyrenaica es va quedar a Egipte després de les campanyes y l'any 35 es trobava estacionada a Alexandria, compartint el campament amb la XXII Deiotariana. La tasca principal de les dues legions era la seguretat de la província.
Quan van aparèixer diversos usurpadors imperials, la Legió II Cyrenaica va apostar normalment pels perdedors. Va recolzar Avidi Cassi contra Marc Aureli l'any 175 i a Pescenni Níger davant de Septimi Sever l'any 192. Va participar en diverses campanyes contra els parts i els sassànides.